# ديفيد جونستون (سياسي)
ديفيد جونستون (بالإنجليزية: David Johnston)‏ هو محام بالقضاء العالي وكاتب عدل ‏ وسياسي أسترالي، ولد في 14 فبراير 1956 في برث في أستراليا. حزبياً، نشط في الحزب الليبرالي الأسترالي. وقد انتخب وزير العدل ‏ (9 مارس 2007 – 3 ديسمبر 2007) وانتخب عضو مجلس الشيوخ الأسترالي ‏ عن دائرة أستراليا الغربية (1 يوليو 2002 – 2 يوليو 2017) وانتخب وزير الدفاع ‏ (18 سبتمبر 2013 – 23 ديسمبر 2014).